# Фосфатна буферна система
Фосфатна буферна система у фізіології людини є в основному внутрішньоклітинною буферною системою. Двоосновний фосфат HPO42–, зв’язуючи H+, що утворюється в якості кінцевого продукту обміну речовин, перетворюється на H2PO4–, що екскретується з організму з сечею.

### Фосфатний буфер
Окрім дихальної та ниркової систем контролю концентрації іонів водню, фосфатна буферна система також допомагає підтримувати гомеостатичний рівень pH у організмі. Фосфатна буферна система майже ідентична бікарбонатній буферній системі, але діє у внутрішньоклітинній рідині.
Хоча фосфатний буфер не є значним агентом у підтримці pH позаклітинної рідини, він відіграє важливу роль у підтримці кислотно-основного балансу всередині клітин та в канальцях нирок. Постійна рівноважна величина pK для цієї системи становить 6,8, що близько до нормального рівня pH (7,4).
Вона складається з іонів дигідрофосфату, які виступають донором іонів водню (кислота), і іонів гідрофосфату, які виступають акцептором іонів водню (основа).
- Якщо до клітинної рідини потрапляють додаткові гідроксид-іони (OH⁻), вони нейтралізуються іоном дигідрофосфату (H₂PO₄⁻).
- Якщо до клітинної рідини потрапляють додаткові іони водню (H⁺), вони нейтралізуються іоном гідрофосфату (HPO₄²⁻).

Зміна pH через фосфати (у формі фосфорних кислот) регулюється виділенням фосфатів нирками.

### Механізм дії
Основні компоненти цього буферу:
- H₂PO₄⁻ – кислий компонент буферу → NaH₂PO₄
- HPO₄²⁻ – лужний компонент буферу → Na₂HPO₄

Коли додається сильна кислота (HCl, H₂SO₄), HPO₄²⁻ приймає протон (H⁺):
HCl + Na₂HPO₄ → NaH₂PO₄ + NaCl
Таким чином, сильна кислота замінюється дуже слабкою кислотою NaH₂PO₄.
Коли додається сильна основа (NaOH), група OH⁻ нейтралізується за допомогою H₂PO₄⁻ з утворенням води:
NaOH + NaH₂PO₄ → Na₂HPO₄ + H₂O
У цьому випадку сильна основа замінюється слабкою основою, а саме Na₂HPO₄.
Якщо співвідношення HPO₄²⁻ : H₂PO₄⁻ змінюється на користь більшої кількості H₂PO₄⁻, нирки забезпечують виведення H₂PO₄⁻, що дозволяє зберегти стабільний рівень pH.
- Діє подібно до ацетатного буферу, за винятком діапазону pH.
- Концентрація фосфатного буферу в плазмі дуже низька, тому його ефективність менша.

### Фосфатна буферна система у канальцях нирок
На відміну від позаклітинного середовища, де цей буфер відіграє незначну роль (оскільки його концентрація становить лише 8% порівняно з бікарбонатним буфером), у канальцях нирок він має незамінну роль. Це зумовлено двома причинами:
1. У процесі проходження рідини через ниркові канальці концентрація фосфату в канальцевій рідині зростає.
2. Рівень pH канальцевої рідини набагато нижчий, ніж у плазмі та позаклітинній рідині, і тому він ближчий до значення 6,8, за якого буфер найефективніший.

Фосфатна буферна система також дуже важлива для підтримки постійного рівня pH у внутрішньоклітинній рідині, де концентрація фосфат-іонів значно вища.